# Yanga (Veracruz)
Pour les articles homonymes, voir Yanga.
La municipalité de Yanga est l'une des 212 municipalités de l'État de Veracruz, et est située dans la partie centrale de cet État. Elle se trouve à l'ouest du golfe du Mexique, dans le bassin versant de la rivière Río Cotaxtla, principal affluent du fleuve Río Jamapa, et est assise sur les piémonts de la chaîne de montagnes de la Sierra Madre orientale. Son chef-lieu est la ville éponyme de Yanga. Elle dépend de la région administrative de Las Montañas, qui est une des dix subdivisions administratives de l'État de Veracruz. Elle fait également partie de la « Zona metropolitana de Córdoba », qui regroupe autour du pôle urbain de Córdoba, les municipalités se situant dans sa sphère d'influence.

## Géographie
La municipalité de Yanga s'étend du nord au sud dans la vallée de la rivière Río Cotaxtla, principal affluent du fleuve Río Jamapa, et qui la traverse du nord-ouest au sud-est. Une autre rivière, le Zapote, affluent de la rivière Río Blanco et appartenant au bassin versant du fleuve Río Papaloapan, la traverse selon le même axe plus au sud. Établie sur les piémonts du massif montagneux de la Sierra Madre orientale, son altitude oscille entre 400 et 600 mètres. Son chef-lieu, la ville éponyme de Yanga, est assise sur la rive sud du Río Cotaxtla. Son territoire couvre une superficie de 89,1 km2, et était peuplé en 2010 de 17 462 habitants, pour une densité de 196 habitants par km2.
La municipalité fait partie de la Zona metropolitana de Córdoba (es), qui est composée des municipalités de Amatlán de los Reyes, Córdoba, Fortín et Yanga.
La municipalité est limitrophe au nord de celle de Atoyac, à l'ouest de celle de Amatlán de los Reyes, au sud de celle de Cuichapa, et à l'ouest de celle de Cuitláhuac.

## Composition et démographie
La municipalité était composée en 2010 de 43 localités, dont une seule était considérée comme urbaine, les autres étant rurales.
| Localité                                    | Population |
| ------------------------------------------- | ---------- |
| Yanga                                       | 5598       |
| Palmillas                                   | 2077       |
| Ex-Hacienda La Concepción                   | 1339       |
| General Juan José Baz (San José del Corral) | 1127       |
| General Alatriste (San Joaquín)             | 1104       |
| Reste des localités                         | 6217       |
| Total population                            | 17 462     |

En plus de l'espagnol, plusieurs langues amérindiennes sont parlées dans la municipalité, dont les principales sont par ordre d'importance : le nahuatl, le mazatèque, et le mixtèque.

## Histoire
La ville de Yanga a été fondée sous le nom de San Lorenzo de los Negros par des Noirs marrons en 1608-1618 ou en 1624-1635, guidés par un prince africain, Gaspar Yanga, dit aussi El Yanga, un esclave marron, dont la ville tire son nom. La fondation de la ville de Córdoba se fit comme mesure de protection face à cette révolte.
Lors de la fondation de San Lorenzo de los Negros (ou San Lorenzo Cerralvo) 3 octobre 1631, Rodrigo Pacheco y Osorio, marquis de Cerralvo, agit sur mandat du vice-roi de la Nouvelle-Espagne.
En novembre 1932, la municipalité est créée sous le nom de Yanga et par décret du 22 novembre 1956, le pueblo devient la ville de Yanga.

## Économie

### Agriculture et élevage
La superficie des parcelles semées représentait en 2014 une surface totale de 5 450 hectares, parmi lesquels 4 882 hectares étaient voués à la culture de la canne à sucre, 185 hectares à la culture de la mangue, et 63 hectares à celle du citron.
En 2014, la production de viande par tonnes comprenait 33,1 tonnes de viande bovine, 441,2 tonnes de viande porcine, 6,2 tonnes de viande ovine, 6,2 tonnes de viande caprine, 296,9 tonnes de volailles, et 0,6 tonnes de dinde. La superficie vouée à l'élevage représentait alors 115 hectares.